# André Pieyre de Mandiargues
André Pieyre de Mandiargues (* 14. März 1909 in Paris; † 13. Dezember 1991 ebenda) war ein französischer Schriftsteller. Bisweilen benutzte er das Pseudonym Pierre Morion.

## Leben
Pieyre de Mandiargues gilt als Weggefährte André Bretons und war vom Surrealismus und der deutschen Romantik beeinflusst.
Seit 1950 war Pieyre de Mandiargues mit der italienischen Malerin und Bildhauerin Bona Tibertelli de Pisis (1926–2000), der Nichte des Malers Filippo De Pisis, verheiratet und hatte mit ihr zusammen eine Tochter.
Pieyre de Mandiargues starb 1991 und fand seine letzte Ruhestätte auf dem Friedhof Père-Lachaise (Division 35) in Paris.

## Ehrungen
- 1967 Prix Goncourt für seinen Roman La Marge.
- 1999 wurde die Rue André-Pieyre-de-Mandiargues (13. Arrondissement) in Paris nach ihm benannt.

## Werke (Auswahl)

### Als Autor
Erzählungen und Novellen
- Le musée noir. Laffont, Paris 1946.
- Soleil de loups. Laffont, Paris 1951.
- Feu de braise. Grasset, Paris 1959.
  - Deutsch: Schwelende Glut. Erzählungen (= Phantastische Bibliothek). Suhrkam Verlag, Frankfurt/M. 1995. (übersetzt von Ernst Sander, EA Frankfurt/M. 1964)
Daraus: Rodogune. In: Frauke Rother, Klaus Möckel (Hgrsg.): Französische Erzähler aus 7 Jahrzehnten, Band. 2. Verlag Volk und Welt, Berlin 1983, 1985, S. 396–411.
- Porte dévergondée (= coll. „Le chemin“). Gallimard, Paris 1965.
- La nuit de mil neuf cent quatorze. L’Herne, Paris 1971.
- Sous la lame.  (= Coll. „Le chemin“). Gallimard, Paris 1976.

Essays
- Masques de Leonor Fini. André Ostier, Paris 1951.
- Le cadran lunaire. Laffont, Paris 1958 (spätere Edition bei Gallimard, Paris 1972).
- Critiquettes. Éd. Fata Morgana, Montpellier 1967 (illustriert von Bona Tibertelli de Pisis).
- Arcimboldo le merveilleux. Laffont, Paris 1977.
- Le trésor de Hans Bellmer. Éd. Le sphinx, Paris 1979.
- Aimer Michaux. Éd. Fata Morgana, Montpellier 1983.

Gedichte
- La nuit l’amour. Pierre Loeb, Paris 1961 (illustriert von Bernard Dufour).
- Les incogruités monumentales. Michel Cassé, Paris 1967 (illustriert von Enrico Baj).
- Jacinthes (= Paroles peintes). Édition OLV, Paris 1967 (illustriert von Alexandre Bonnier).
- Croiseur noir. Édition Lazar-Vernet, Paris 1972 (illustriert von Wifredo Lam).
- Les portes de caie. Éditions Dutrou, Paris 1989 (illustriert von Pierre Alechinsky).
- Les variations citadines. Michel Cassé, Paris 1992 (illustriert von Bona Tibertelli de Pisis).

Romane
- Marbre. Laffont, Paris 1953.
- L’Anglais décrit dans le château fermé. Paris 1955 (unter dem Pseudonym „Pierre Morion“).
- Le lis de mer. Laffont, Paris 1956.
- La motocyclette. Gallimard, Paris 1963.
  - Deutsch: Das Motorrad. Rowohlt, Reinbek 1984. ISBN 3-499-15531-1 (übersetzt von Hanns Grössel, EA Reinbek 1965).
- La marge. Gallimard, Paris 1967.
  - Deutsch: Der Rand. Matthes & Seitz, Berlin 2012. ISBN 978-3-88221-582-3 (übersetzt von Rainer G. Schmidt).
- Tout disparaîtra. Gallimard, Paris 1987.
- Monsieur Mouton. Éd. Fata Morgana, Montpellier 1995 (postum erschienen).

Theaterstücke
- Isabella Morra. Gallimard, Paris 1973.[1]
- La nuit séculaire. Gallimard, Paris 1979.
- Arsène er Cléopatra. Gallimard, Paris 1981.

### Als Übersetzer
- Octavio Paz: La fille de Rappacini. Mercure de France, Paris 1972.
- William Butler Yeats: Le vent parmi les roseaux. Édition OLV, Paris 1972.
- Filippo de Risis: La petite Bassaride. L’Herne, Paris 1972.
- Filippo de Risis: 11 + 1 poèmes. Gallimard, Paris 1975.
- Yukio Mishima: Madame de Sade. Gallimard, Paris 1976 (zusammen mit Nobutaka Miura).
- Yukio Mishima: L’arbre des tropiques. Gallimard, Paris 1984 (zusammen mit Jun Shiragi).

## Verfilmungen
- 1968 Nackt unter Leder (nach seinem Roman Das Motorrad mit Marianne Faithfull und Alain Delon verfilmt und galt als Skandalfilm).
- 1987 Königin der Nacht (nach seinem Roman Tout disparaîtra)